# Оманский яго
Оманский яго, или большеглазый яго (лат. Iago omanensis) — глубоководный вид хрящевых рыб рода яго семейства куньих акул отряда кархаринообразных. Обитает в Индийском океане. Размножается живорождением. Максимальная зафиксированная длина 58 см. Опасности для человека не представляет. Рацион состоит в основном из головоногих. Впервые вид научно описан в 1939 году.

## Ареал
Оманские яго обитают на континентальном шельфе и материковом склоне на глубине от 110 до 1000 м в Оманском заливе и у берегов Пакистана и юго-западной Индии, в частности, в Бенгальском заливе. В Красном море, вероятно, они встречаются на глубине до 2195 м. У берегов Омана этот вид довольно распространён. Существует сегрегация по полу. Самки чаще чаще держаться на глубине менее 300 м по сравнению с самцами. В заливе Акаба рыбаки добывают преимущественно самок, тогда как в Красном море попадаются наиболее крупные самцы. В водах Омана этот вид чаще всего добывают на глубине 100—250 м.

## Описание
У этих акул плотное, «горбатое» и довольно вытянутая, широкая морда. Жаберная область удлинена. Наибольшая жаберная щель по длине равна глазу. Крупные овальные глаза овальные вытянуты по горизонтали.
Первый спинной плавник довольно крупный, больше второго спинного плавника. Его основание расположено над основанием грудных плавников. Основание второго спинного плавника находится над основанием анального плавника. Анальный плавник меньше обоих спинных плавников. Грудные плавники широкие и большие.  У края верхней лопасти хвостового плавника имеется вентральная выемка. Края спинных плавников окрашены в тёмный цвет. Окрас сероватый или коричневатый.

## Биология
Эти акулы размножаются живорождением, имеется как желток, так и плацента. Обширная жаберная область позволяет оманским яго жить на большой глубине в условиях пониженного содержания кислорода/ Этих акул часто ловят в воде с температурой 16—25°C и содержанием кислорода 0,2—2,4 мл/л. В помёте 2—10 детёнышей. Длина новорожденных около 16 см. Беременность длится 10—12 месяцев. Самцы достигают половой зрелости при длине 31—32 см, а самки 40 см. Самцы меньше самок. Максимальная зафиксированная длина составляет 58 см. Рацион в основном состоит из костистых рыб, головоногих и ракообразных.

## Взаимодействие с человеком
Не представляет опасности для человека. В заливе Акаба является объектом кустарного рыбного промысла. Этих акул добывают с помощью жаберных сетей и на удочку. В качестве прилова оманские яго попадают при промышленной добыче креветок. Мясо употребляют в пищу. Международный союз охраны природы присвоил этому виду статус «Вызывающий наименьшие опасения».